# Sreenidi Deccan Football Club
Lo Sreenidi Deccan (conosciuta anche come: Deccan) è una società calcistica indiana con sede nella città di Visakhapatnam. Fondata nel 2015, milita nell'I-League.

## Storia
Il Sreenidhi Football Club è stato fondato il 1º gennaio 2015 ed è diventato un club professionistico nel maggio 2018. Ha ricevuto il primo accreditamento dalla Federazione calcistica dell'India (AIFF) nel giugno 2019 e nei suoi primi anni ha giocato nella Leghe di calcio per i gruppi di età U13, U15 e U18.
Il 5 giugno 2020 l'AIFF ha invitato nuovi club a presentare un'offerta per unirsi alla lega e il 12 agosto lo Sreenidhi è stato ammesso a partire dalla stagione 2021-2022. Il 7 luglio 2021 il club ha cambiato denominazione in Sreenidi Deccan Football Club.

## Colori e simboli

### Colori
I colori della squadra sono il verde e il bianco.

## Società

### Sponsor
Di seguito la cronologia di fornitori tecnici e sponsor del Sreenidi Deccan.
| Sponsor Tecnici - 2020− Nivia | Sponsor Ufficiali - 2020- Sreenidhi Group |

## Allenatori e presidenti
| Allenatori - 2021- attuale Fernando Santiago Varela | Presidenti - ?-attuale Dr. K. T. Mahhe |

## Organico

### Rosa
| N. |                  | Ruolo | Calciatore         |
| -- | ---------------- | ----- | ------------------ |
|    | India (bandiera) | P     | Ubaid CK           |
|    | India (bandiera) | P     | Shibinraj Kunniyil |
|    | India (bandiera) | D     | Dinesh Singh       |
|    | India (bandiera) | D     | Samad Ali Mallick  |
|    | India (bandiera) | D     | Shahbaaz Khan      |
|    | India (bandiera) | D     | Lalchungnunga      |
|    | India (bandiera) | D     | Bijay Chetri       |
|    | India (bandiera) | D     | Arijit Bagui       |
|    | India (bandiera) | D     | Sriram Boopathi    |
|    | India (bandiera) | D     | Mohamed Salah      |
|    | Ghana (bandiera) | D     | Mohamed Awal       |
|    | India (bandiera) | C     | Mayakkannan        |
|    | India (bandiera) | C     | Shibil Muhammed    |
|    | India (bandiera) | C     | Suraj Rawat        |

| N. |                     | Ruolo | Calciatore             |
| -- | ------------------- | ----- | ---------------------- |
|    | India (bandiera)    | C     | Fredsan Marshall       |
|    | India (bandiera)    | C     | Phalguni Singh         |
|    | India (bandiera)    | C     | Uma Sankar             |
|    | Panama (bandiera)   | C     | Ángel Orelién          |
|    | India (bandiera)    | A     | Lalromawia             |
|    | India (bandiera)    | A     | Mc Malsawmzuala        |
|    | India (bandiera)    | A     | Vanlalbiaa Chhangte    |
|    | India (bandiera)    | A     | Girik Khosla           |
|    | India (bandiera)    | A     | Mayosing Khongreiwoshi |
|    | India (bandiera)    | A     | Vineeth Kumar          |
|    | Colombia (bandiera) | A     | Juan Castañeda         |
|    | India (bandiera)    | A     | KP Rahul               |
|    | India (bandiera)    | A     | Sunil Bathala          |
|    | India (bandiera)    | A     | Rosenberg Gabriel      |